# アマミミヤマクワガタ
アマミミヤマクワガタ（奄美深山鍬形虫　学名Lucanus ferriei）は。節足動物門昆虫綱鞘翅目クワガタムシ科ミヤマクワガタ属のクワガタムシの一種。

## 分布
名前が示す通り奄美大島に住んでいるが、世界でも奄美大島にしか生息していない。
日本でこのように世界で一つの島のみに生息するクワガタムシは、本種の他にはハチジョウノコギリクワガタがいる。

## 特徴
ミヤマクワガタよりもずっと小型で、体長は大型のオスでも5cm未満であり、メスも4cm以下にしかならない。
大顎はミヤマクワガタ同様に先端部が二股に分かれるが、内歯はあまり大きくならず、基部の歯は生えてこない。ミヤマクワガタには金色の微毛が生えているが、本種には殆ど毛が生えず、赤茶色の体色が目立っている。大顎はあまり長くならず、ミヤマクワガタ属特有の頭部の耳状突起の生え方はタイワンミヤマクワガタのものにやや近くなるが、大きさ的には同じ台湾産のヒメミヤマクワガタにも近い。
メスはミヤマクワガタ同様、黒色だが、オスの多さに比べて、メスはあまり見つからず、オスが数十個体に対してメスは1～2個体程度しか採られないといわれる。

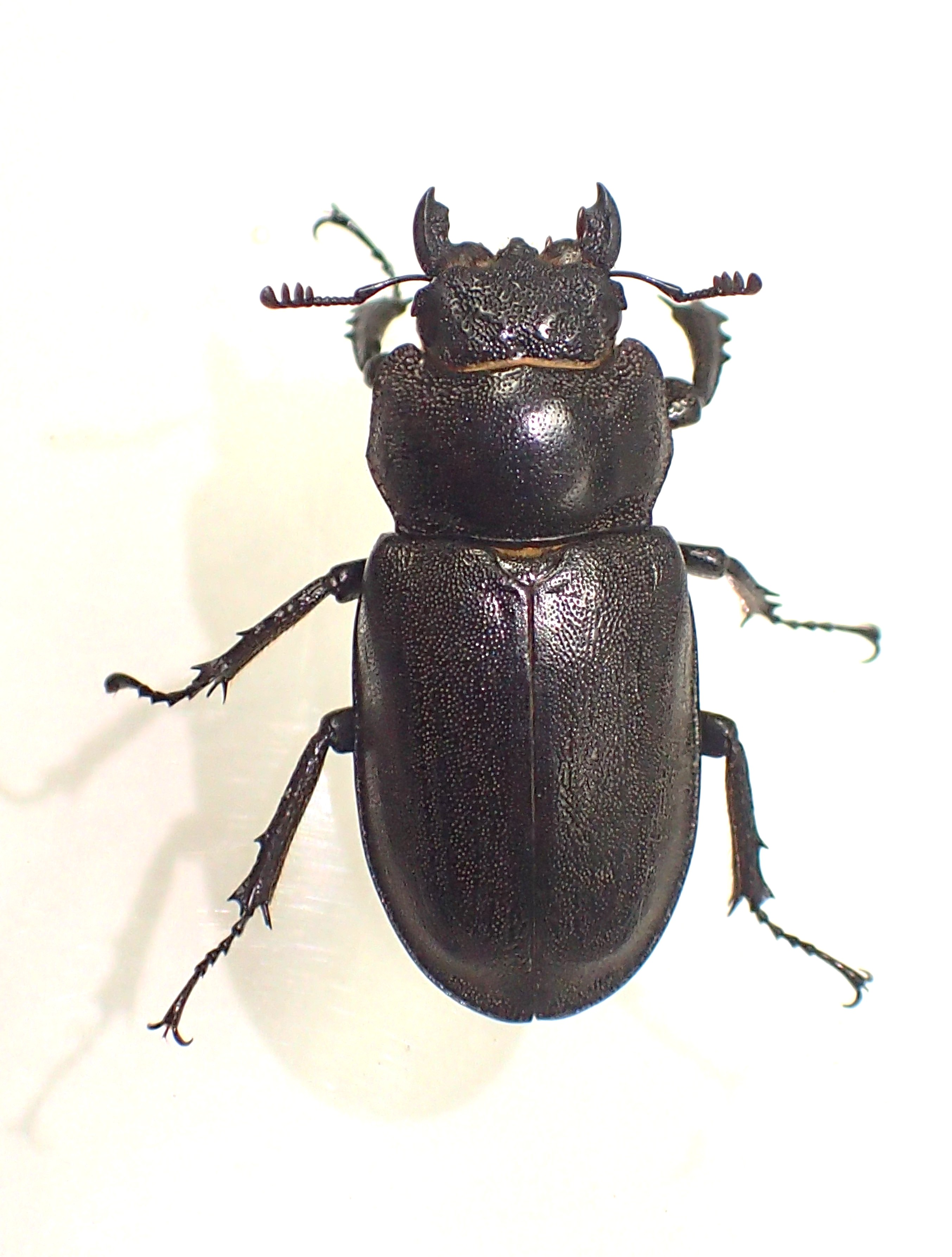
アマミミヤマクワガタ♀

## 生態
ミヤマクワガタと違い、完全な夜行性で、７-9月に発生する。現地では比較的高地の高い木の上にオスが集まる。シイの木の樹液にも付く。
ミヤマクワガタ同様、成虫の寿命は短い。幼虫は林床の腐植土や木を食べて成長する。

## 現在
生態が不明なところが多く、飼育には向かないクワガタムシとされている。また、世界で奄美大島のみに生息するので、本種の乱獲や現地の生息環境破壊は、本種の存亡に関わる重大な問題となる。
2013年から奄美大島では本種の採集が禁止され、環境省のレッドリストでは準絶滅危惧とされている。